# 海德韦勒
海德韦勒是德国莱茵兰-普法尔茨州的一个市镇。总面积10.29平方公里，总人口202人，其中男性93人，女性109人（2011年12月31日），人口密度20人/平方公里。